# Новые скучные
Новые скучные — термин, предложенный критиком Валентином Дьяконовым для обозначения ряда российских молодых художников нулевых годов, «избравших путь максимальной адаптации к мировым настроениям», для которых «похожесть на западные образцы возведена в принцип», а «политизация проявляется прежде всего на уровне демократизации методов работы художника». В начале 2010-х у представителей направления смещается фокус внимания «в сторону менее модернистского и претенциозного «музея», то есть происходит «обращение к музею как к медиуму выставки».

## История возникновения и развития термина
Термин «новые скучные» впервые появился в 2010 году в одноимённой статье арт-критика Валентина Дьяконова, посвящённой участниках III Московской биеннале молодого искусства «Стой! Кто идёт?». ««Скучные» на тот момент противопоставлялись разного рода «диким», «экзотичным» проявлениям российского искусства. Общность эстетических установок и ориентация на интернациональный язык современного искусства подкреплялись исторической общностью. Большая часть приписываемых к «новым скучным» художников училась в Институте проблем современного искусства у Станислава Шурипы, а затем стажировалась в Швеции, в Гетеборгской художественной академии. В диалоге с художником Арсением Жиляевым Дьяконов окончательно артикулировал термин, добавив к скромности, аскетизму и стандартизированности, подобной шведской стенке из магазина IKEA, критическую окраску и антиспектакулярную исследовательскую направленность. Вслед за публикацией диалога последовал ряд критических статей, направленных против эстетических принципов, выдвинутых Дьяконовым, который сам занимал дистанцированную позицию, не говоря ни «да», ни «нет» в адрес описываемого явления. Квинтэссенцией полемики вокруг «скучных» стала опубликованная в журнале Artforum статья Екатерины Дёготь, которая попыталась реинтерпретировать искусство молодых художников конца нулевых уже с точки зрения критического дискурса. Ответ Дьяконова закрепил озвученные ранее тезисы».
В 2014 году в Московском Музее Современного Искусства открылась выставка «Детектив» (куратор Валентин Дьяконов, архитектор Ольга Трейвас), подводившая своеобразный итог деятельности «новых скучных».

## Круг художников
Большая часть «скучных» художников вышла из Института проблем современного искусства. Дьяконов относит к ним таких художников, как Арсений Жиляев, Александра Сухарева, Анна Титова, Александр Повзнер и др. Список участников выставки «Детектив»: Сергей Хачатуров, Любовь Попова, Александра Сухарева, Сергей Сапожников, Софья Дымшиц-Толстая, Сергей Никитин, Юлия Ивашкина, Илья Долгов, Дмитрий Шубин, АЕС+Ф, Валерий Айзенберг, Николай Алексеев, Сергей Лоцманов, Наталья Зинцова, Александр Повзнер, Анна Титова, Илья Орлов, Стас Шурипа, Арсений Жиляев, Максим Спиваков, Валентин Ткач, Устина Яковлева, Наталия Турнова, Михаил Толмачев, Кришс Сальманис, Дарья Иринчеева, Иван Михайлов, Сергей Огурцов, Анна Паркина, Кирилл Макаров, Иван Горшков, Кирилл Глущенко.

## Цитаты

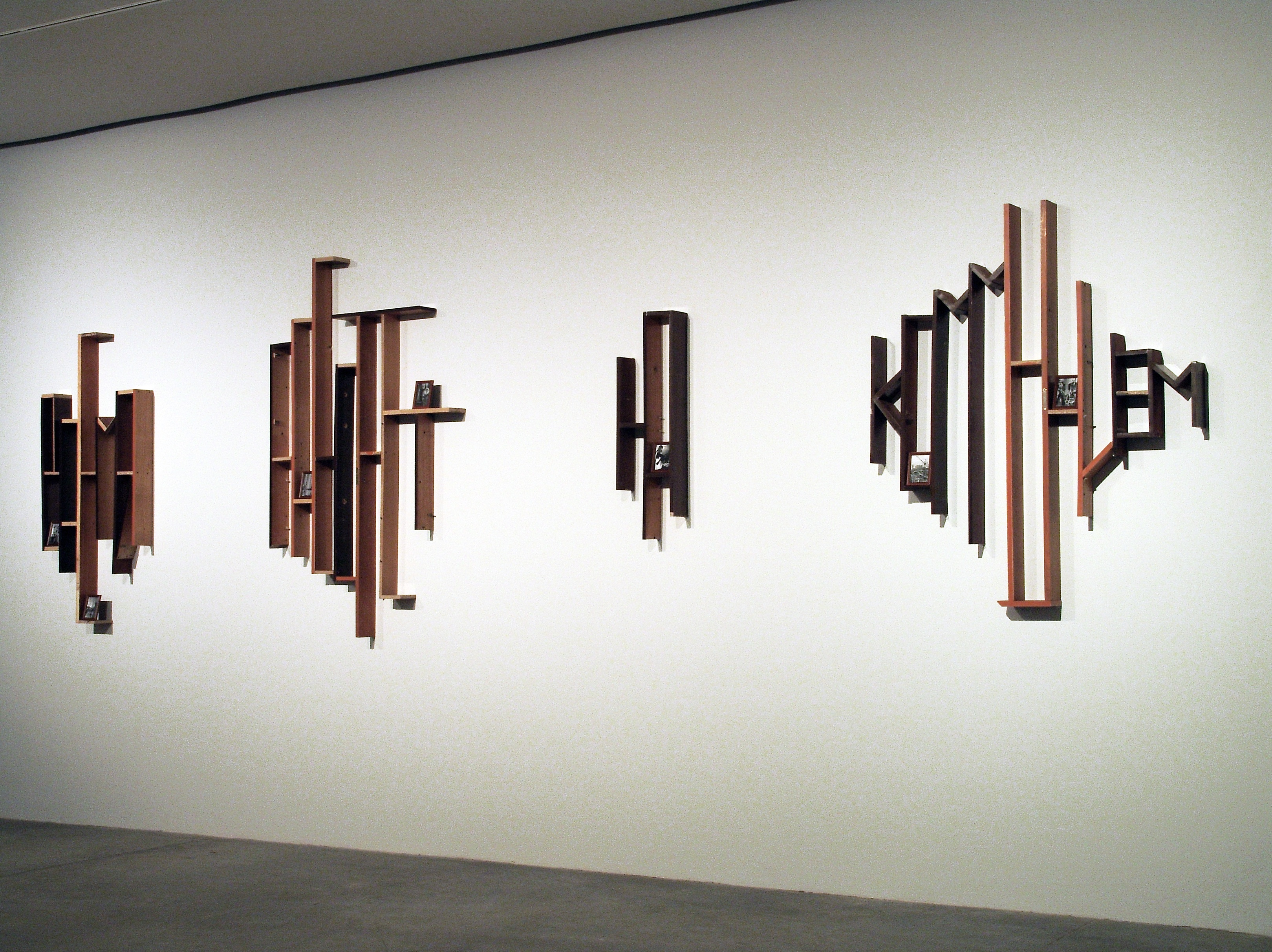
Жиляев А. «Время работает на коммунизм» (из проекта «Музей пролетарской культуры. Индустриализация богемы»), 2010-2012

- Жиляев А. «Время работает на коммунизм» (из проекта «Музей пролетарской культуры. Индустриализация богемы»), 2010-2012«Одно из самых сильных и необычных направлений в новом искусстве представляют художники, которых можно назвать новыми скучными. Это мальчики и девочки, избравшие путь максимальной адаптации к мировым настроениям. Их произведения напоминают продукцию самых высоколобых арт-школ Европы и США, и неспроста: многие из них успели поучиться за рубежом. В принципе русское искусство последних лет не отличается каким-то особым национальным своеобразием, но у «новых скучных» похожесть на западные образцы возведена в принцип. Идеологически они против гламура и искусства как товара, стилистически близки заокеанскому концептуализму 1970-х. Рулевым этого направления можно считать 27-летнего Арсения Жиляева, на «Стой! Кто идет?» он курирует одну выставку («Редкие виды» в PROEKT_FABRIKA[9]) и участвует ещё в пяти. Посмотреть на «новых скучных» можно на выставках с самыми веселыми и поэтичными названиями: «Интимный капитал» в ArtRaum, «Чудеса безделья» в ММСИ, «Введение в призрачность» в М'AРСе и многих других»[1] — Валентин Дьяконов, 2010.
- «...«новые скучные» – это попытка политизации российской эстетики, оставшейся после 00х. И политизация эта проявляется прежде всего на уровне демократизации методов работы художника. Прежде всего аскетизм выразительных средств, попытку работы с низовыми вытесненными из искусства материалами и темами (если посмотреть на ситуацию формирования художников многое становится понятным, ведь речь идет о поколении пришедшем на смену гламурному внеисторическому сну нулевых). Даже ручной труд в контексте индустриализации современного искусства становится линией сопротивления. Но сразу оговорюсь, что этот локальный ответ на запрос времени может совершенно радикальным образом поменять свои акценты, если мы переместим его в иную политическую ситуацию. Сегодня все больше и больше художников выходят на митинги протеста, что не может не радовать меня. Однако это далеко не всегда проявляется в искусстве, по крайней мере на уровне риторики. Скорее имеет место работа по построению автономии искусства, но предполагающей активное включение художника в политическую жизнь. Это похоже на истории жизни художников-минималистов, многие из которых были политически ангажированными (например, Дональд Джад открыто заявлял о своих симпатиях анархистам, Роберт Моррис был социальным активистом, участником профсоюза художников и т.д.), но их ангажированность проявлялась в попытке создать проект предельно свободного искусства»[4] — Арсений Жиляев, 2010.
- «Несмотря на идущие встык международные успехи, «новым скучным» есть куда расти — по крайней мере ни одна из инсталляций Титовой и Сухаревой пока не вызывает легкого головокружения и неописуемого восторга, характерного для встречи с произведениями их старшей коллеги из Франции Татьяны Труве. Ведь мода на семидесятые пройдет. Будем надеяться, что «новые скучные» останутся. С ними веселее»[10] — Валентин Дьяконов, 2012.
- «В свое время термин «новые скучные» был связан с ранними этапами деятельности определенной группы художников – Арсения Жиляева, Ани Титовой и с выставками, которые они делали, например, «Машина и Наташа»[11] в ЦТИ «Фабрика». Тогда этих художников объединял новый подход к материалу, отличавшийся от того, что мы видели в 90-е годы. Художники нового поколения максимально холодно относятся к материалу. Всю концептуальную начинку своих работ они не выкладывают в виде узнаваемых фольклорных образов и текстов. Они обладают интернациональным пониманием того, что такое форма, как выделить уникальный изобразительный элемент. Эти художники вписывались в общее направление возвращения к идеалам сложного – документального и одновременно эфемерного – искусства 1970-х, часто политически острого. Время их разнесло по разным направлениям, хотя соответствия даже у нынешних оппонентов бывают весьма и весьма яркие. Поколение «новых скучных» было описано мной в связи с попытками художников отойти от литературы (или даже анекдота) и приблизиться к философии материала и формы»[12] — Валентин Дьяконов, 2014.
- «Большая часть учеников Станислава Шурипы в его, уже можно сказать, «золотой» период как раз занималась тем, что переводила на русский язык интернациональные тенденции 2000-х, главной из которых был интерес к переосмыслению модернизма. Однако в начале нового десятилетия у них — и уже, наверное, пора перечислить их имена: это Арсений Жиляев, Анна Титова, Александра Сухарева, Александр Повзнер и другие — произошла явная трансформация, смещение в сторону менее модернистского и претенциозного «музея», то есть обращение к музею как к медиуму выставки, что гораздо ближе в том числе и к московскому романтическому концептуализму, и к более критичным концептуальным трендам последних лет (самая крупная манифестация интереса к музею — это, конечно, Венецианская биеннале 2013 года[13], как бы к ней ни относились). Подобная музеефикация появилась у Арсения Жиляева в его выставках «Новый музей революции»[14] (она была показана в Воронеже в начале 2009 года), а затем «Музей пролетарской культуры. Индустриализация богемы»[15] 2012 года и «Педагогическая поэма» (2012 год; сокуратор — Илья Будрайтскис)[16]. На выставке представлен скандально известный «Мечтатель»[17], часть «Музея пролетарской культуры». Интерес к музеологии прослеживается и у других воронежцев. В проекте «Азой»[18] (2012—2014) Илья Долгов обращается к методам первых натуралистов и музеям естественной истории. На выставке в ММСИ зритель видит, собственно, сам Азой — полувымышленный вид существ, которые находятся в промежуточной стадии между живой и неживой природой, а также несколько старых, обшарпанных витрин с натуралистическими зарисовками. Николай Алексеев представляет часть своего проекта, впервые показанного в «Галерее 21», где выставлен архив форм и фотографий с отсылками к первым энциклопедистам и классификаторам. Анна Титова, прошедшая путь от экспериментов, близких к творчеству Мартина Бойса, до эффектных скульптурных инсталляций, зависающих где-то между полотнами Станислава Шурипы и концептуальным формализмом Лиама Гиллика, представила на выставке «Детектив» развитие проекта «Ритуалы сопротивления» (2013). Вновь это музей художника, где особое внимание уделяется способам репрезентации и истории искусства. И, наконец, сам Станислав Шурипа, который показывает в ММСИ проект, возникший как впечатление от посещения этнографического музея в Гетеборге, — в очередной раз художник сталкивает зрителя с материализованными условностями музейного показа»[5] — Катя Морозова, 2014.